# Safeta
Safeta je žensko osebno ime.

## Različice imena
- moške oblike imena:Safet, Safo
- ženske oblike imena: Safa, Safete

## Izvor imena
Ime Safeta je ženska oblika imena Safet.

## Pogostost imena
Po podatkih Statističnega urada RS je bilo na dan 31. decembra 2007 v Sloveniji 87 oseb, ki si imele ime Safeta. Med vsemi ženskimi imeni je ime Safeta po pogostosti uporabe zavzemalo 638 mesto. Ostale oblike imena, ki so bile na ta dan še v uporabi: Safa(14) in Safete(5).